# المنهال بن عصمة التميمي
المنهال بن عصمة الرياحي اليربوعي التميمي ( بعد 12 هـ - 633 م ) من فرسان العرب في الجاهلية والإسلام وشعرائهم، شهد عدد من أيام العرب قبل الإسلام مثل يوم القحقح وقتل فيه المجبة بن الحارث الشيباني زعيم بكر بن وائل، ويوم الغبيط وغيرهما من الأيام، وأدرك الإسلام، ولما قتل مالك بن نويرة، جاء المنهال بن عصمة وكفنه بردائه ثم دفنه، وفي ذلك يقول متمم بن نويرة أخو مالك مادحاً المنهال: